# Bataille de Trutier
Révolution haïtienne
Batailles
Insurrections (1791-1793)
- Bois-Caïman
- Croix-des-Bouquets
- Morne Pelé
- 1re La Tannerie
- Port-au-Prince
- Le Cap-français

Interventions espagnoles et britanniques (1793-1798)
- 2e La Tannerie
- Marmelade
- Saint-Michel-de-l'Attalaye
- Ennery
- 3e La Tannerie
- Fort-Dauphin
- 1re Tiburon
- L'Acul
- La Bombarde
- 2e Tiburon
- Les Gonaïves
- Port-Républicain
- 1re Dondon
- Massacre de Fort-Dauphin
- Saint-Marc
- Léogane
- Saint-Raphaël
- Trutier
- 3e Tiburon
- 1re Verrettes
- Grande-Rivière
- Mirebalais
- Las Cahobas
- 2e Verrettes
- Petite-Rivière
- 2e Dondon
- 1re Les Irois
- Jean-Rabel
- 2e Les Irois

Guerre des couteaux (1799-1800)
- Jacmel

Expédition de Saint-Domingue (1802-1803)
- La Ravine-à-Couleuvres
- Kellola
- Plaisance
- La Crête à Pierrot
- Noyades du Cap-Français
- Port-au-Prince
- Vertières
- Massacres de 1804 en Haïti

La bataille de Trutier se déroula pendant la révolution haïtienne.

## La bataille
Au début du mois de décembre 1794, les troupes anglaises basées à Port-au-Prince lancent une attaque contre les avant-postes républicains au nord. Prévenu, le général Rigaud se porte à leur rencontre avec toute son armée. La rencontre se produit sur l'habitation Trutier, près de Menetas, au nord de Port-au-Prince. Les Républicains ont d'abord l'avantage et font reculer les Britanniques, à la suite d'une charge à la baïonnette. Mais les Anglais reçoivent bientôt des renforts et surtout un importante artillerie qui inflige de lourdes pertes. Un canon républicain de 4 est d'ailleurs détruit. Rigaud se résout à ordonner la retraite.